# 慈宏寺
慈宏寺（じこうじ）は、東京都杉並区宮前にある日蓮宗の寺院。山号は井口山。旧本山は練馬妙福寺、潮師法縁。杉並区指定文化財荒布の祖師（伝日朗作）を祀る。

## 歴史
寛文13年（1673年）妙福寺の慈宏院日賢を開山に井口杢右衛門（大宮前新田を開墾した名主）の開基で創建。
明治8年（1875年）郊西学校（現在の高井戸小学校）がおかれた。
明治11年（1878年）伽藍を火災で焼失し、廃寺となっていた松庵村の円光寺から本堂を馬頭観音立像とともに移した。現在の本堂は昭和46年（1971年）再建されたもの。

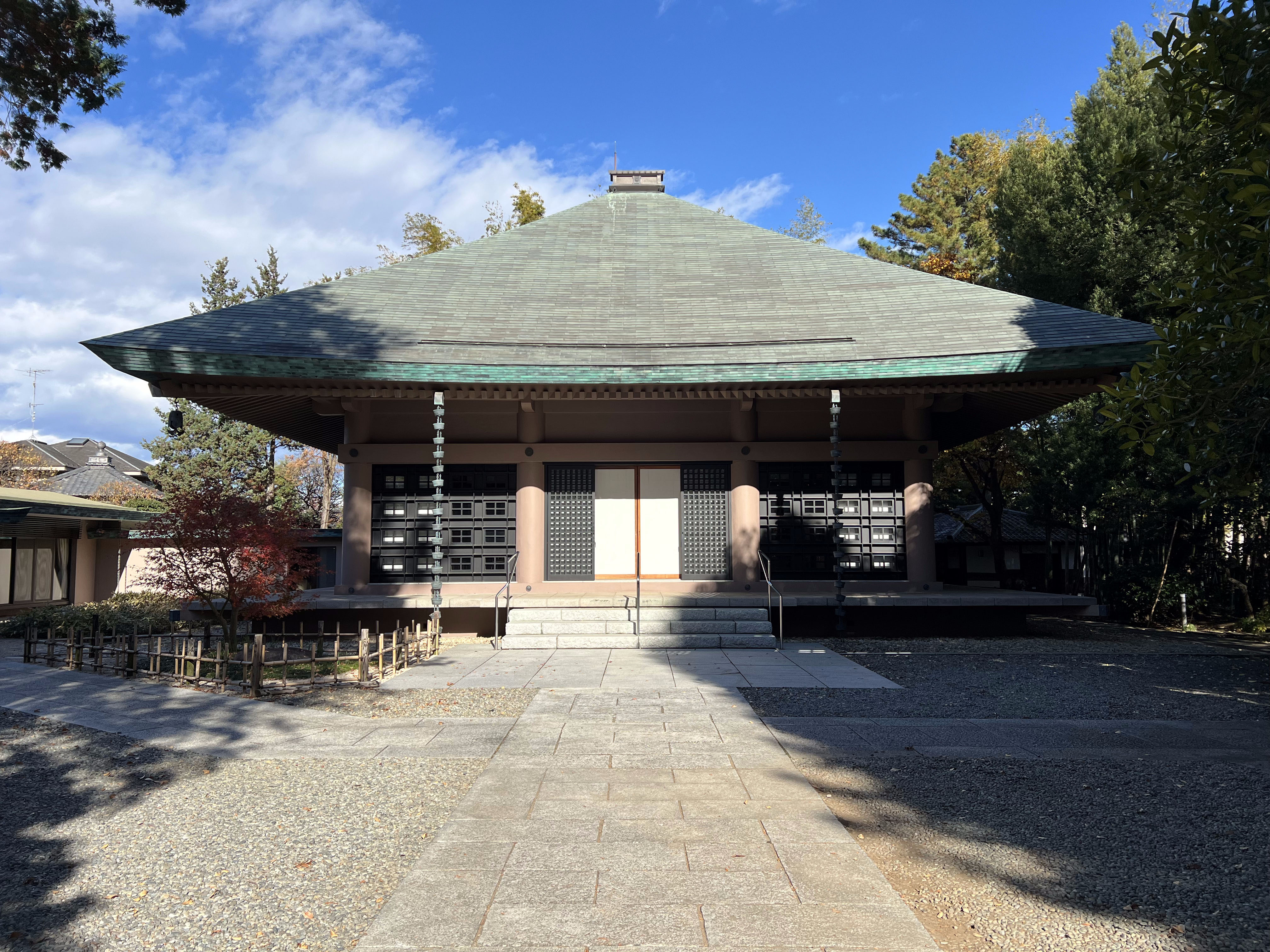
本堂

## 杉並区指定文化財
- 木造馬頭観音立像
- 木造日蓮上人立像（荒布の祖師）- 有形文化財（彫刻）[5]
- 当村開基慈宏寺大檀那供養塔

## 交通アクセス
- 京王井の頭線富士見ヶ丘駅より徒歩15分
- 荻窪駅よりバス(荻60 宮前三丁目行き)・吉祥寺駅または中野駅よりバス(中36系統)(いずれも関東バス)「春日神社前」下車すぐ

## 参考資料
- 日蓮宗寺院大鑑編集委員会『宗祖第七百遠忌記念出版 日蓮宗寺院大鑑』大本山池上本門寺、1981年
- 大谷光男、嗣永芳照 著『杉並区史跡散歩 (東京史跡ガイド15)』学生社、1992年
- 杉並区教育委員会『新修 杉並の寺院』杉並区教育委員会、2009年
- 「大宮前新田 慈宏寺」『新編武蔵風土記稿』 巻ノ125多磨郡ノ37、内務省地理局、1884年6月。NDLJP:763995/60。
- “慈宏寺縁起”. 慈宏寺ウエブサイト. 2021年1月17日閲覧。
- “4　慈宏寺　【寺院】（宮前3丁目1番3号）”. 杉並区公式ホームページ (2016年1月18日). 2021年1月17日閲覧。
- “木造日蓮上人立像”. 杉並区公式ホームページ. 2021年1月17日閲覧。